# Szentmiklóssy Béla (színművész)
Szentmiklóssy Béla, Mudrony Béla Lajos (Léh, Abaúj-Torna megye, 1872. augusztus 25. – Budapest, Józsefváros, 1902. november 9.) színész.

## Életútja
Mudrony József földbirtokos és Gönczy Mária fiaként született, 1872. augusztus 31-én keresztelték. 1896–1897 között Miskolcon működött, majd a Magyar Színház művésze lett, azután 1901-től a Tarka Színpadon folytatta karrierjét. Itt Tarnay Alajos–Heltai Jenő A vén kocsis dala, Dankó Pista–Gárdonyi Géza Baka-levél című dalaival és a jelenetekben lépett fel sikerrel. A Városligeti Színkörnek is elismert bonvivantja volt. Halálát szívhűdés okozta, a korán elhunyt művész koporsója felett Hidvégi Ernő mondott búcsúbeszédet.
Első neje: Taraszovics (Tharraszovits) Margit, színésznő. Második neje: Tomory (Teodorovics) Melissza, színésznő.